# جوبار
جوبار (بالفارسية: جوپار) هي مدينة تقع في إيران في ناحية ماهان. يقدر عدد سكانها بـ 3,830 نسمة .